# ICracked
iCracked是一所主要为iOS用户服务的在线电子产品维修公司，于2010年成立，为美国和其他11个国家的客户们提供服务。iCracked拥有2800名以上的维修技师，在他们所在的地区为顾客维修iOS和三星的产品，他们被称为iTechs。Inc. Magazine在2014年5000个发展最快公司的排行榜将iCracked评为第83名。

## 发展历史
iCracked由AJ·福赛斯和安东尼·马丁于2010年创立。福赛斯还是学生时，便开始在卡尔波利圣路易斯奥比斯波为人们维修iPhone来赚取小费。福赛斯的高中朋友——马丁，一名美国加州大学圣巴巴拉分校的学生，开始与其联手。两人很快便在校园内展开了电子维修业务的运营。毕业时，他们已经拥有一个由40多个技术人员组成的小公司。
2012年，iCracked被总部位于加州山景城的创投公司Y Combinator列为冬季投资项目之一。截至2013年，iCracked的公司办公室已有30名员工，超过300名iTechs在美国各大城市维修电子产品。2013年，Inc. Magazine将福赛斯和马丁与其他成功的青年企业家列入了30 Under 30。
2014年，iCracked的总收入为2500万。2015年，《福布斯》杂志将iCracked评为美国最有前途的20家公司之一（第18名）。

## 業務
iCracked的技术人员主要为iOS和三星的产品进行维修。客户可以到公司官网，并通过地址、城市或邮政编码确定客户的位置，然后表明需要修复的问题，他们会通过电话联系。iTechs接獲通知後将会回電給客户，以指定時間和地點親自會面。平均而言，iCracked的iTechs每周维修30和50次。 iCracked还提供了自主研发的自定义iCracked DIY套件，并附带有一个30分钟的教程，有时公司会将这个套件邮寄给客户自己维修，以此替代与技术人员的会面。